# Vilder (beroep)
Een vilder  (van villen, van het vel ontdoen) was iemand die als beroep huiden van overleden dieren stroopte, botten verwijderde, deze stoffelijke resten reinigde en deze aan andere ambachtslieden doorverkocht. Ook honden- en kattenkadavers ruimde hij op door deze te verbranden, samen met de onbruikbare resten van de andere dode dieren. Vilders konden nog in goede staat zijnde huiden verkopen aan leerlooiers, en botten aan onder andere zeepzieders en makers van lijm.
In de 20e eeuw werden in West-Europa de vilders vervangen door grootschaliger verwerkers van kadavers, destructiebedrijven, zoals in Nederland en België de voorgangers van Rendac.

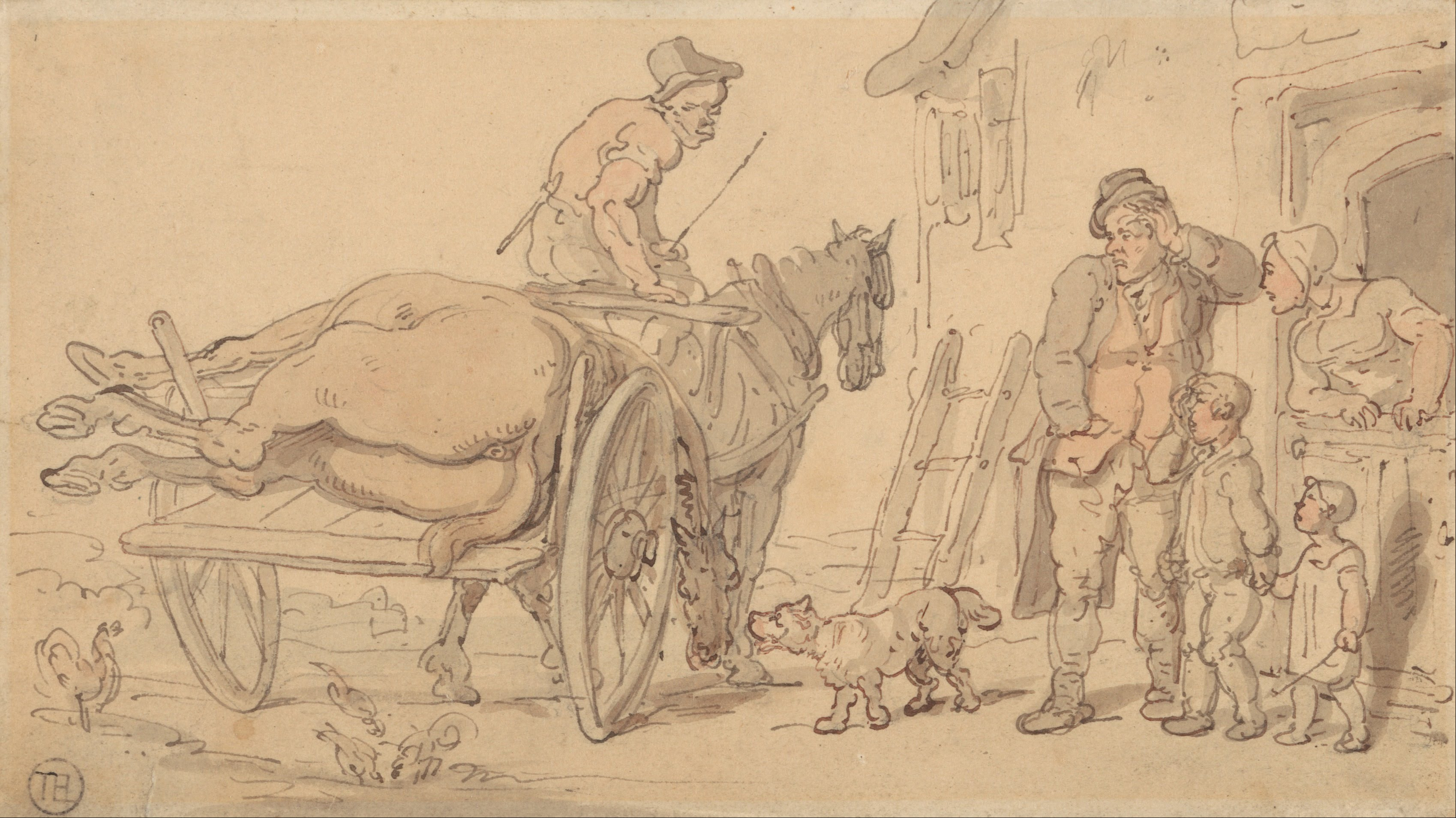
Vilder voert een dood paard af, Thomas Rowlandson, ca. 1800
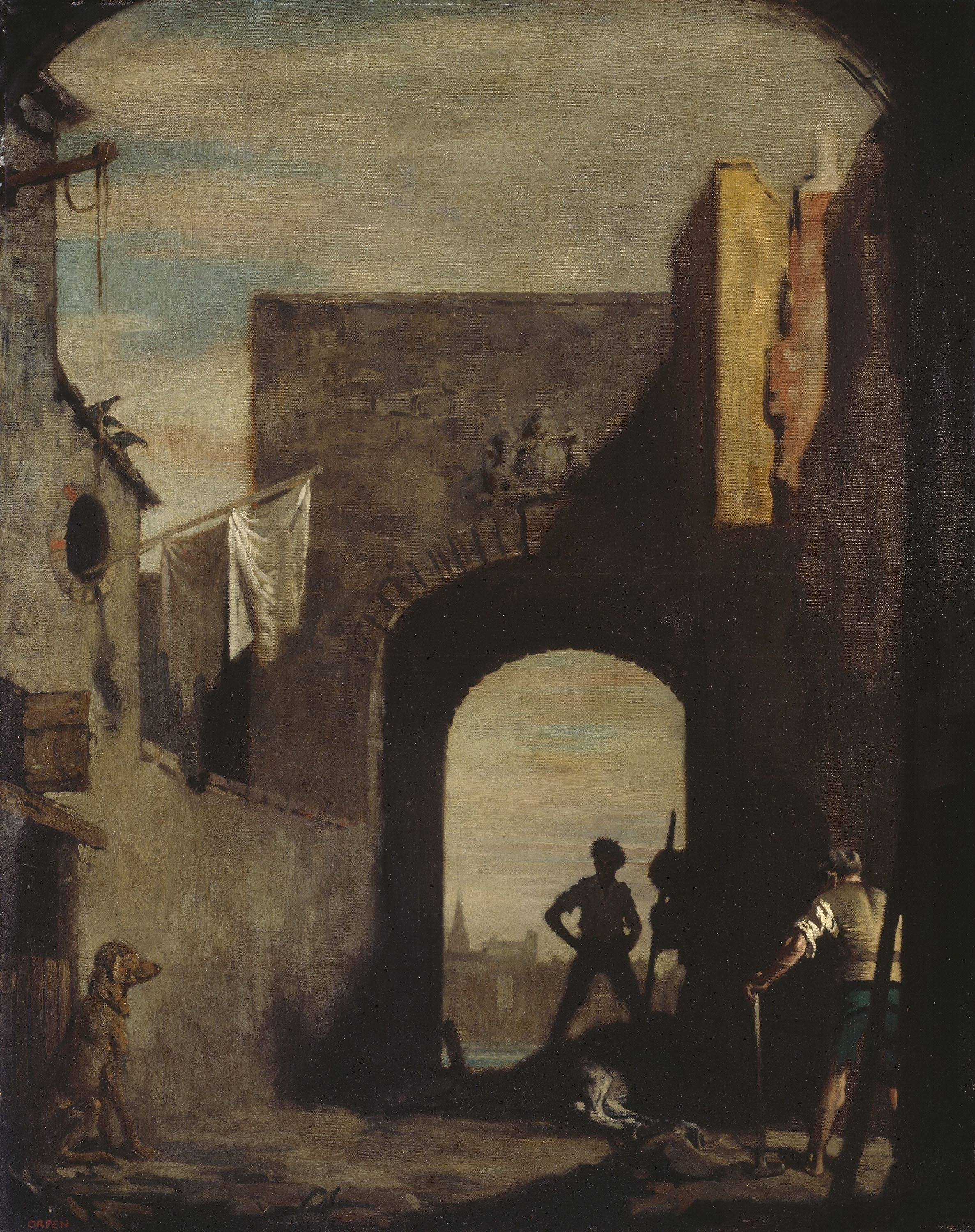
Vilder in Ierland aan het werk, William Orpen, 1909

In Nederlandse en Noord-Duitse dialecten werd dit oude beroep ook wel als afdekker aangeduid. Ook Schinder is een Duits woord voor vilder. In Zuid-Duitsland gold de benaming Wasenmeister, weidemeester; vaak kwam een vilder naar de boeren toe en hielp hen van de kadavers van in de wei gestorven runderen of paarden af. De Deense benaming rakker is aan een Noord-Duits dialect ontleend. Een Engelse benaming is knacker. Een vilder, die met name dode paarden opruimde, heette in het Frans een équarrisseur.
Het beroep van vilder gold, evenals dat van beul, in de middeleeuwen als oneervol. Een vilder liep door zijn werk een verhoogd risico, door bacteriën in de kadavers de ziekte miltvuur te krijgen. Niet zelden woonden vilders in een uithoek van hun dorp of stad, samen met andere outcasts zoals rovers en andere criminelen.